# Dambenois
Dambenois ist eine französische Gemeinde mit 727 Einwohnern (Stand: 1. Januar 2022) im Département Doubs in der Region Bourgogne-Franche-Comté.

## Geographie
Dambenois liegt auf 335 m Meereshöhe, etwa sieben Kilometer nordöstlich der Stadt Montbéliard (Luftlinie). Das Dorf erstreckt sich im Nordosten des Beckens von Montbéliard, am östlichen Rand der breiten Talebene der Savoureuse, am Fuß der Höhen des Bois du Fahy.
Die Fläche des 3,28 km² großen Gemeindegebiets umfasst einen Abschnitt der leicht gewellten Landschaft im Bereich der Burgundischen Pforte (Trouée de Belfort). Der westliche Teil des Gebietes wird von der ungefähr 1,5 km breiten Talebene der Savoureuse eingenommen, die durchschnittlich auf 325 m liegt. Der Gemeindeboden reicht nicht bis an den Fluss, doch umfasst er mehrere Seen, die durch die Füllung ehemaliger Sand- und Kiesgruben entstanden und heute als Wassersportzentrum und Naherholungsgebiet von Montbéliard und Belfort dienen. Westlich des Dorfes verläuft der Canal de la Haute-Saône, der mit dem Rhein-Rhône-Kanal in Verbindung steht. 
Von der Talebene erstreckt sich das Gemeindeareal ostwärts über einen rund 30 m hohen Hang auf die angrenzenden Anhöhen, die durch verschiedene Mulden von Seitentälchen der Savoureuse untergliedert sind. Das Gebiet ist überwiegend von Acker- und Wiesland bestanden. Nach Nordosten reicht der Gemeindeboden in das Waldgebiet des Bois du Fahy, in dem mit 427 m die höchste Erhebung von Dambenois erreicht wird.
Nachbargemeinden von Dambenois sind Trévenans und Bourogne im Norden, Allenjoie im Osten, Brognard im Süden sowie Nommay im Westen.

## Geschichte

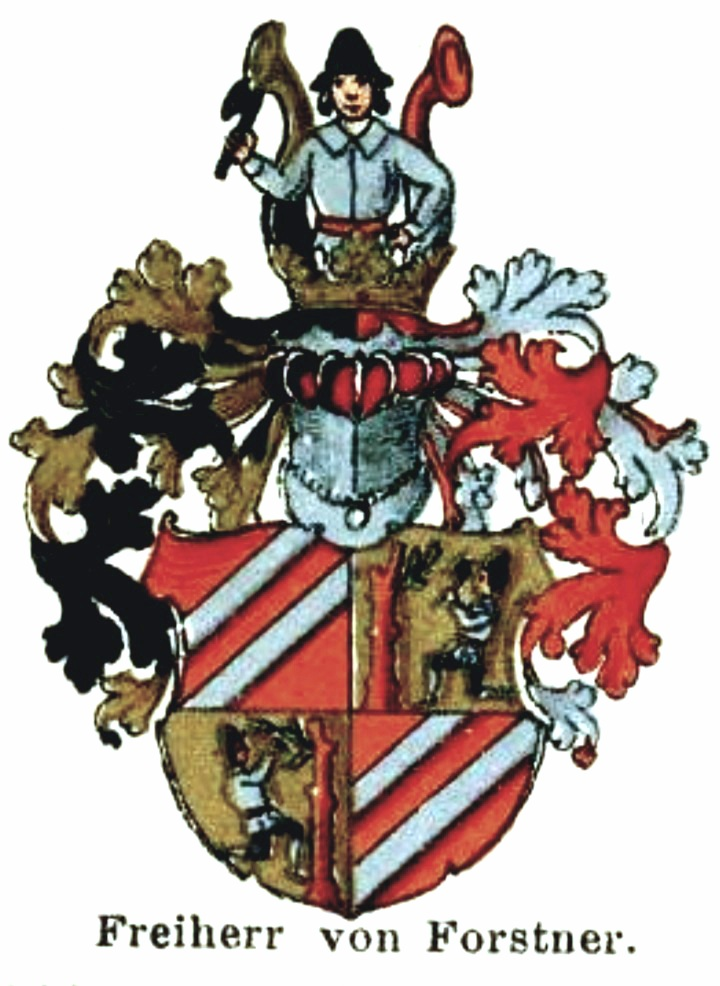
Wappen derer Forstner zu Dambenoy/Dambenois

Der Ortsname leitet sich von Dominus Benedictus (Herr/Heiliger Benedikt) ab. Seit dem Mittelalter gehörte Dambenois zum Herrschaftsgebiet der Grafen von Montbéliard. Diese übergaben die Dorfherrschaft Mitte des 17. Jahrhunderts Baron Christophe de Forstner (Grabplatte in der Kirche). Das heutige Gemeindewappen entspricht, in abgewandelter Form, dessen Familienwappen. Mit der Annexion der Grafschaft Montbéliard gelangte das Dorf 1793 endgültig in französische Hand. Heute gehört Dambenois zum Gemeindeverband Pays de Montbéliard Agglomération.

## Sehenswürdigkeiten
Die lutherische Dorfkirche (Temple luthérien) von Dambenois wurde Ende des 17. Jahrhunderts erbaut. 1748 erneuert ist sie eine der zwanzig Kirchen, die im Auftrag Herzog Carl Eugens in seiner langen Herrschaft neu erbaut oder erneuert wurden.

Lutherische Kirche
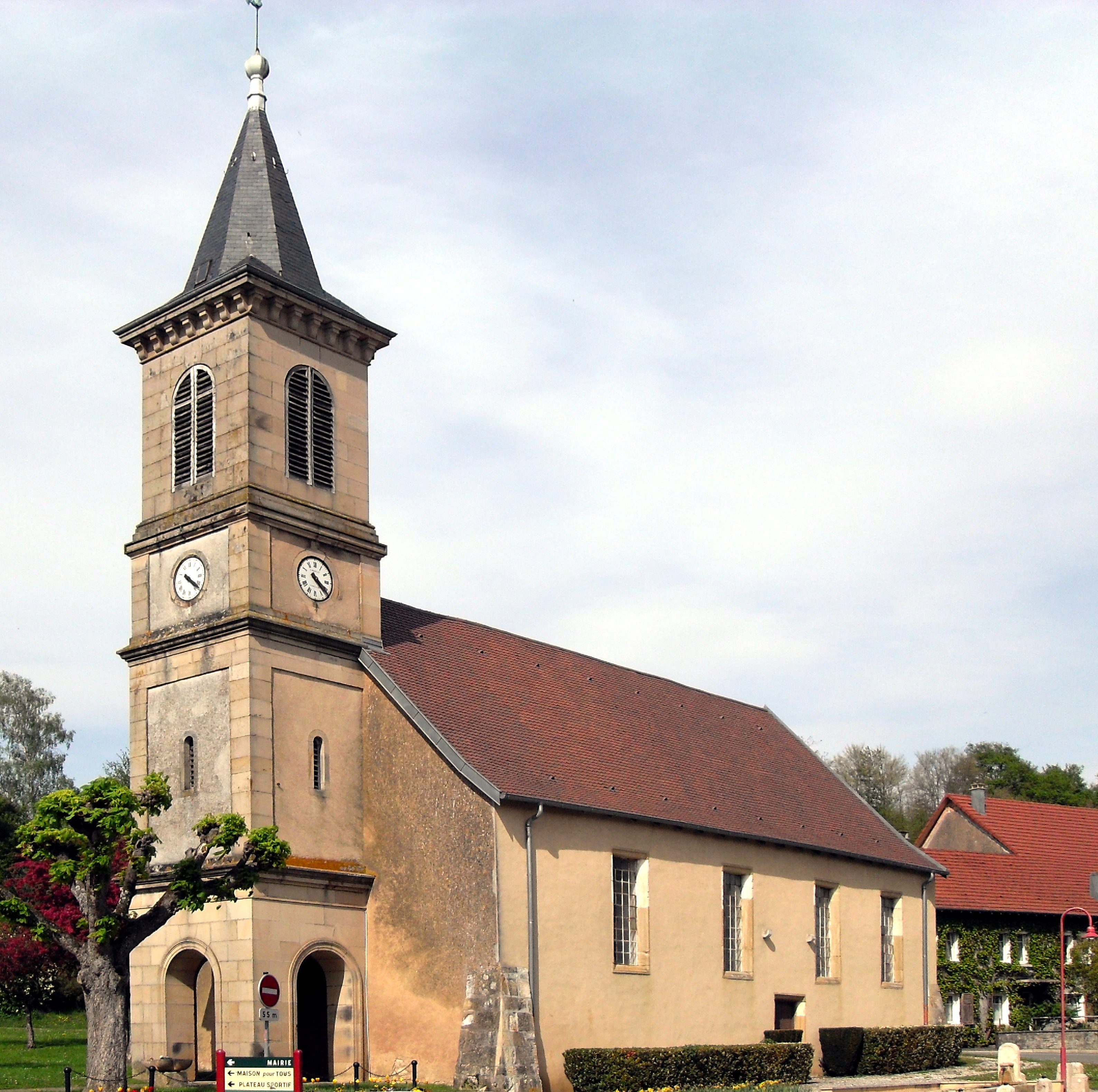
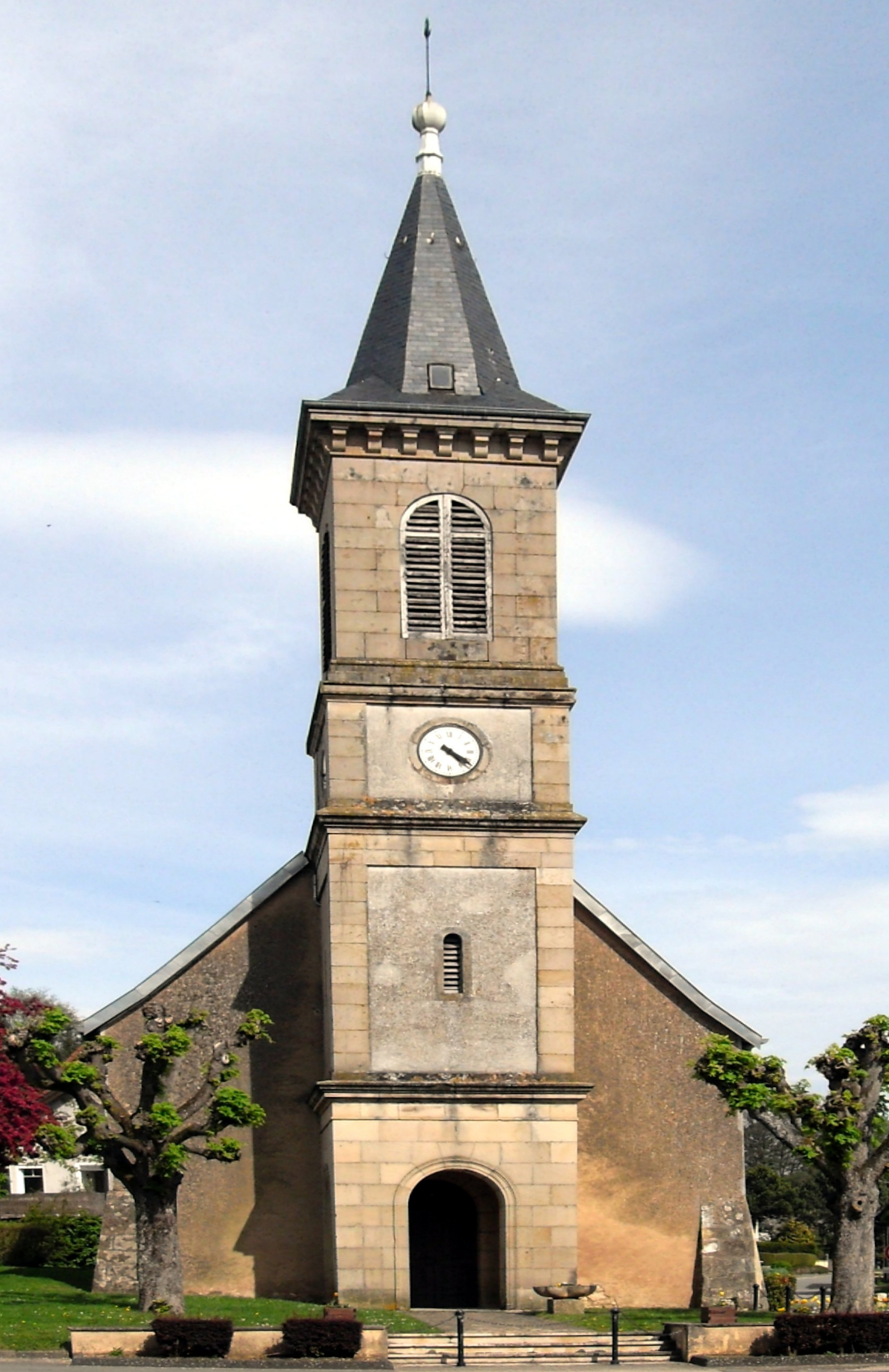

## Bevölkerung
| Jahr                       | 1962 | 1968 | 1975 | 1982 | 1990 | 1999 | 2005 | 2016 |
| Einwohner                  | 187  | 202  | 242  | 325  | 607  | 629  | 700  | 740  |
| Quellen: Cassini und INSEE |      |      |      |      |      |      |      |      |

Mit 727 Einwohnern (Stand 1. Januar 2022) gehört Dambenois zu den kleinen Gemeinden des Départements Doubs. Nachdem die Einwohnerzahl in der ersten Hälfte des 20. Jahrhunderts stets im Bereich zwischen 100 und 150 Personen gelegen hatte, wurde seit Beginn der 1970er Jahre ein markantes Bevölkerungswachstum verzeichnet. Seither hat sich die Einwohnerzahl mehr als verdreifacht.

## Wirtschaft und Infrastruktur
Dambenois war bis weit ins 20. Jahrhundert hinein ein vorwiegend durch die Landwirtschaft (Ackerbau, Obstbau und Viehzucht) geprägtes Dorf. Daneben gibt es heute einige Betriebe des lokalen Kleingewerbes. Mittlerweile hat sich das Dorf auch zu einer Wohngemeinde gewandelt. Viele Erwerbstätige sind deshalb Wegpendler, die in den Agglomerationen Montbéliard und Belfort ihrer Arbeit nachgehen. Die Seen im Tal der Savoureuse dienen als Freizeit-, Vergnügungs- und Wassersportpark.
Die Ortschaft liegt abseits der größeren Durchgangsstraßen an einer Departementsstraße, die von Châtenois-les-Forges nach Brognard führt. Der nächste Anschluss an die Autobahn A36, welche das Gemeindegebiet durchquert, befindet sich in einer Entfernung von ungefähr drei Kilometern. Weitere Straßenverbindungen bestehen mit Nommay und Allenjoie.